# Paratexto
El término paratexto se designa al conjunto de los enunciados que acompañan al texto principal de una obra, como pueden ser el título, subtítulos, prefacio, índice de materias, etc.
El paratexto hace presente el texto, asegura su presencia en el mundo, su recepción y consumo. El paratexto establece el marco en que se presenta el texto como forma de comunicación. Se distingue el paratexto del autor y el paratexto editorial. El primero es producido por el autor (su nombre, epígrafe, prefacio, dedicatoria, nota al pie de página, etc.) y el segundo por el editor (tapa, catálogo, copyright, etc.). Pero esta distinción está permanentemente amenazada, sobre todo en el caso de los textos (literarios, filosóficos) que se consumen en períodos muy largos y que, por lo tanto, son reciclados permanentemente. Hay autores que dividen el paratexto en peritexto y epitexto. El primero es la parte del paratexto inseparable del texto  (título, índice de materias). El segundo, por el contrario, circula fuera del texto;
pueden ser editoriales (publicidades, catálogos) o de autor y, en caso, público o privado. La entrevista radiofónica de un autor muestra el epitexto de autor público, en tanto que un borrador o un diario íntimo muestran el epitexto.
El paratexto brinda información muy valiosa al lector y lo orienta en la construcción de sentidos del texto que va a leer. La volanta, el título y la bajada, así como la fotografía y el epígrafe adelantan al lector sobre lo sucedido antes de que lea el cuerpo de la noticia.

## Resumen
Representación abreviada y precisa del contenido del documento sin agregados de interpretación o crítica y sin distinción de quién lo ha escrito. Este resumen debería ser preferentemente en un solo párrafo, aunque resulte extenso, o en no más de tres párrafos en una extensión máxima de media página.

## Dedicatoria
No se usa en los informes de investigación, pero sí se pueden usar en los informes de investigación de Tesis o Seminarios de Tesis. Se coloca en la página que sigue al título y debe ser breve, preferentemente con líneas cortas y hacia la derecha. Se dedica a personas, instituciones o a quien estime conveniente el autor.
Son textos cuya función es señalar especialmente a una o varias personas a quienes el autor ofrece su esfuerzo y sus logros, que pueden aparecer en la obra.

## Epígrafe
Suele estar ubicado en la página siguiente a la dedicatoria y anterior al prólogo. Es siempre una cita verdadera o falsa (atribuida falsamente a un autor). También puede ser atribuida a un autor imaginario, o sea, anónima. Además, al inicio de los capítulos suele colocarse un epígrafe al capítulo. Sus funciones son: 
- de comentario al título, como anexo justificativo.
- de comentario al texto, precisando indirectamente la significación del mismo.
- de padrinazgo indirecto (lo importante no es lo que dice la cita, sino la identidad de quien lo dice).
- de comentario al índice, interpretando la información del mismo.

El epígrafe, conjuntamente con el título (y la tapa si esta existe y está bien diseñada), estimulan al lector a elaborar hipótesis sobre el contenido del texto.

## Prólogo
El prólogo o prefacio es un discurso que el autor u otra persona en quien él delega esta función, produce a propósito del texto que precede.
La mayoría de los prólogos cumplen con dos funciones básicas: por una parte una función informativa o aclarativa, donde se consignan datos acerca del libro, importancia del tema, aspectos temáticos, secciones de que se compone y agradecimientos a quienes colaboraron. Por otro lado, una función persuasiva o argumentativa, destinada a captar al lector y retenerlo, donde se informa sobre el origen de la obra y las circunstancias de su redacción (dificultades, facilidades, etc.). A menudo ambas funciones van juntas.y eso es su significado.
El ultílogo o postfacio es un discurso o advertencia puesto al final de un libro después de terminada la obra, como actualización o aclaración de la misma.

## Tabla de contenido
Antiguamente se ponía al final del trabajo, hoy es costumbre ponerlo a continuación del prólogo. Es en realidad la tabla de contenidos o de materias. El grado de detalle depende exclusivamente del interés del autor por aclarar los contenidos en profundidad desde un principio.

## Citas
La cita tiene por objeto: 
1. Probar un hecho o reconocer una idea que contribuyó al trabajo de investigación
2. Remitir a la fuente donde se confirma el hecho o se expone la idea
3. Reconocer un antecedente de trabajo.

Las citas deben introducirse observando escrupulosamente los principios de honestidad y exactitud. Las citas se complementan con las notas a pie de página o al final del texto. Se destacan usando algún tipo de letra distinta de la letra normal del texto, o bien, lo más usual, esta letra normal se pone en cursiva.

## Glosario
Aunque usualmente el glosario técnico suele aparecer como parte del Marco Teórico con el nombre de Marco Conceptual, en algunos informes puede ser necesario ponerlo al final del mismo, una vez terminado el texto. Es una lista ordenada alfabéticamente de términos técnicos o que, por alguna razón, puedan presentar dificultades al lector, acompañados de una definición. Se trata de términos difíciles, desconocidos, o que bien, se usa el glosario para indicar que términos que pueden tener varias acepciones o significados, serán usados en el texto conforme a la definición que allí se consigna y no otra.

## Apéndice o anexos
Textos, cuadros, documentos, testimonios diversos, entrevistas en detalle, facsímile de encuestas, cuadros con datos de encuestas, etc., se incluyen al final del trabajo.
Es información adicional fuera de lo que es el contexto principal del ensayo como pueden ser definiciones o explicaciones más específicas sobre temas mencionados en el trabajo.